# 双十一
双十一是指各网络购物平台在每年11月11日的大型促销活动，最早起源于中国阿里巴巴旗下购物网站在2009年11月11日举办的“淘宝商城促销日”，现已演变成全行业一年一度的购物活动，及影响全球零售业的消费现象。“双十一”的发起者阿里巴巴CEO张勇将双十一称为“商业界的奥林匹克”。2012年11月11日网络购物全日销售额超过美国網路星期一，成为全球最大的互联网的购物节日。双十一购物节战场延伸进12月，即“双十二”。

## 发展历程

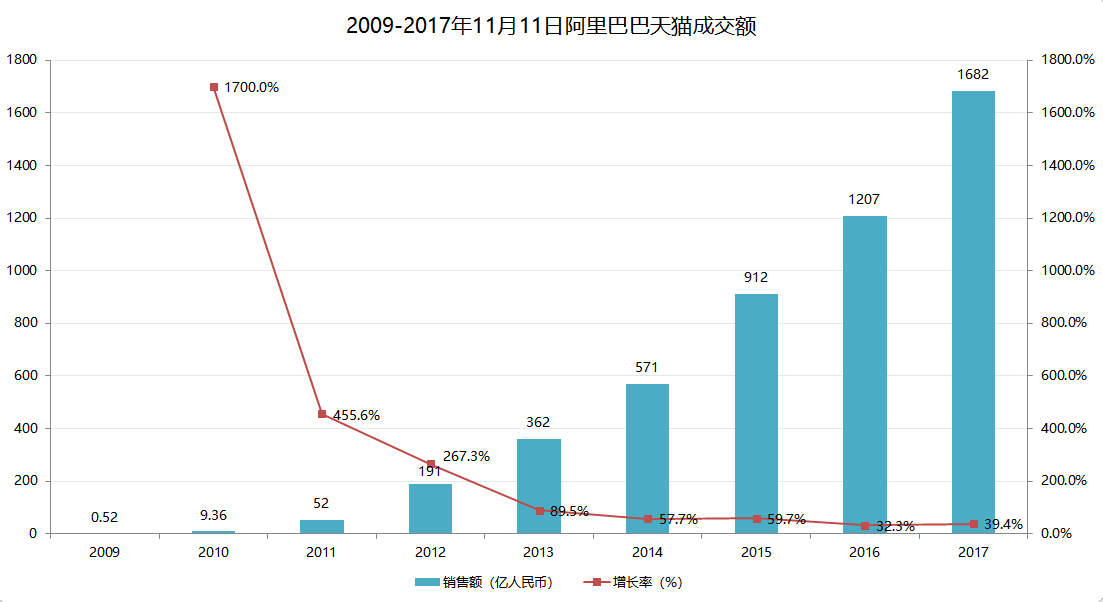
2009-2017年11日11日阿里巴巴天猫商城成交额

2008年4月，阿里巴巴旗下购物网站淘宝网推出主营B2C业务的淘宝商城（后改名为天猫），由于项目初期发展缓慢，原负责人离职，下面的团队仅剩20多人。2009年，当时的淘宝CFO张勇接手淘宝商城后，张勇及其团队提出可以仿照类似美国感恩节大促销，在秋季举行一次大型的打折促销活动，以“全场五折，全国包邮”作为促销目标，“通过一个活动或一个事件，让消费者记住淘宝商城”，最后把促销时点选择在11月11日“光棍节”上，因11月处于秋冬换季期，人们需要采办的东西格外多，同时11月处于中国十一黄金周与圣诞节之间，没有比较大的消费节庆，利用“光棍节”在学生、白领阶层的号召力，打开年轻网购群体的消费市场。尽管这次促销不收取任何费用，许多品牌方最终拒绝了这一邀请，发布活动海报后，原定参与活动的30多家商户中仍有品牌商陆续退出，最后参与双十一的活动的只有李宁、联想、飞利浦等27家商户参与。2009年11月11日0时0分03秒，山西河津市基层公务员闫军刚下单了150块钱话费，无意中成为双十一史上下单第一人。在被业界认为传统销售淡季的11月，淘宝商城交易额一举突破5200万元，是当时日常交易额的10倍。
有见反应良好，淘宝商城市场部于次年11月11日继续举办光棍节促销活动，共有700多家商家参与，创造了9.36亿的销售额，同比增长1772%，超过了香港当年一天的零售额及当年十一黄金周北京商业企业的零售总额，震惊业内，由于成交量巨大，全国数家银行的网银系统瘫痪，国内电商物流首次出现快递爆仓的情况。
2011年6月，淘宝商城业务正式分拆，时任淘宝商城市场总监应宏提出要把双十一从“光棍节”变成“网购狂欢节”，正式打出“双十一购物狂欢节”的旗号，将双十一固定为每年大规模的常规促销活动，淘宝的主要竞争对手京东、当当、亚马逊也开始加入双十一促销的行列，将活动日期扩展到10月中旬至11月中旬，双十一成为各大线上电商平台竞争的主要阵地。面对“双十一”的火爆场面，阿里巴巴又顺势在12月12日为淘宝网的中小卖家推出“双十二”主题促销。
2013年10月，阿里巴巴完成“双十一”、“双十一网购狂欢节”以及“双十一狂欢节”商标注册，2014年10月，阿里巴巴向媒体发布通告函，称“双十一”等近几年全国各品牌商、零售商积极参与的促销时点/节日是其注册商标，其他任何人的使用行为都是商标侵权行为并将“承担连带法律责任”，其他电商平台无法直接使用“双十一”的标签，只能使用“11.11”及“双11”字样代替。
2014年双十一，天虹商场、银泰商业、步步高商业、五星电器等136家国内实体零售企业联合发起“中国购物节”，在11月11日至16日进行联合大促销，标志着双十一促销由电商平台延伸至实体零售商，最终实现销售额25.79亿元，有43.1％的企业实现销售额翻倍增长，27.2％的企业销售同比增长两倍及以上。
2020年10月20日，天猫宣布，當年的雙十一將首次持續四天。
2022年，天猫取消雙十一线下晚会，拼多多、苏宁也不再和电视台合作举办。其他举办的晚会无论从晚会规格、卡司阵容和热度上均有缩水。分析指出，2022年电商要以“紧衣缩食”淡化“双十一”，可能与中共总书记习近平在二十大中要求年轻一代要继承和发扬吃苦耐劳、自力更生、艰苦奋斗的精神，倡导“勤俭节约”有关。与此同时，天猫和京东均未公布2022年“双11”最终的具体成交额。2023年，天猫宣布恢复双十一晚会，节目名称改为“天猫双十一惊喜夜”，播出平台改为湖南卫视、芒果TV。由于浙江卫视陷入舆论风波，淘天集团决定转投晚会在湖南卫视播出。

## 交易额

### 阿里巴巴
| 年份 | 天猫（原淘宝商城）成交总额（GMV） | 全平台成交总额（GMV） | 最高单店销售额            | 备注 |
| ---- | --------------------------------- | --------------------- | ------------------------- | --- |
| 2009 | 0.52                              |                       | 0.05（杰克琼斯）          | |
| 2010 | 9.36                              |                       | 0.2（博洋家纺、杰克琼斯） | |
| 2011 | 33.6                              | 52                    | 0.42（GXG）               | 全平台指淘宝商城和淘宝两个平台，同年推出“双十二” |
| 2012 | 132                               | 191                   | （杰克琼斯）              | 全平台指淘宝商城和淘宝两个平台 |
| 2013 |                                   | 350.19                | 5.53（小米）              | |
| 2014 |                                   | 571                   | （小米）                  | |
| 2015 |                                   | 912                   | （小米）                  | 首次举办双十一晚会 |
| 2016 |                                   | 1,207                 | （苏宁易购）              | |
| 2017 |                                   | 1,682                 | （苏宁易购）              | 全平台成交总额指阿里中国零售平台（淘宝、天猫、聚划算、机票、火车票、保险等）+全球速卖通AliExpress（11月11日北京时间16:00（美国时间0:00）开始计算）的实时交易数据总和 |
| 2018 |                                   | 2,135                 |                           | |
| 2019 |                                   | 2,684                 |                           | |
| 2020 |                                   | 4,982                 |                           | |
| 2021 |                                   | 5,403                 |                           | |
| 2022 |                                   | 不公布                |                           | |

1. ↑  在财报中，阿里巴巴对于GMV的定义是所有已确认的订单，包括销售额、取消订单金额、拒收订单金额和退货订单金额。

### 京东
京东虽然是最早一批加入双十一促销活动的电商平台，但每年公布的数据都只有增长率，而没有准确的数额，直至2017年才正式对外披露双十一期间的交易额，此举更引发阿里巴巴与京东高管间的“口水战”，阿里巴巴集团市场公关委员会主席王帅在接受媒体采访时表示，“不得不承认京东数学很好，只要京东自己愿意，可以把一年的下单金额都算成双十一跨年大活动的下单总额，这样天猫一天的交易量肯定超不过京东一年的了”。京东CMO徐雷则回应：“搞不明白，为啥你家可以提前预售20多天然后算一天销售额，我家不能正常开门做买卖只算11天的销售额了，这不是数学问题，这是逻辑学问题。”
| 年份 | 11月1日至11日累计交易额 |
| ---- | ----------------------- |
| 2017 | 1271                    |
| 2018 | 1598                    |
| 2019 | 2044                    |
| 2020 | 2715                    |
| 2021 | 3491                    |
| 2022 | 不公布                  |

## 雙11晚會
2015年，双11晚會首次召開。2020年达到巅峰，随后数量与热度下滑，2022年暫停舉辦晚會，2023年低调重启。

## 影响

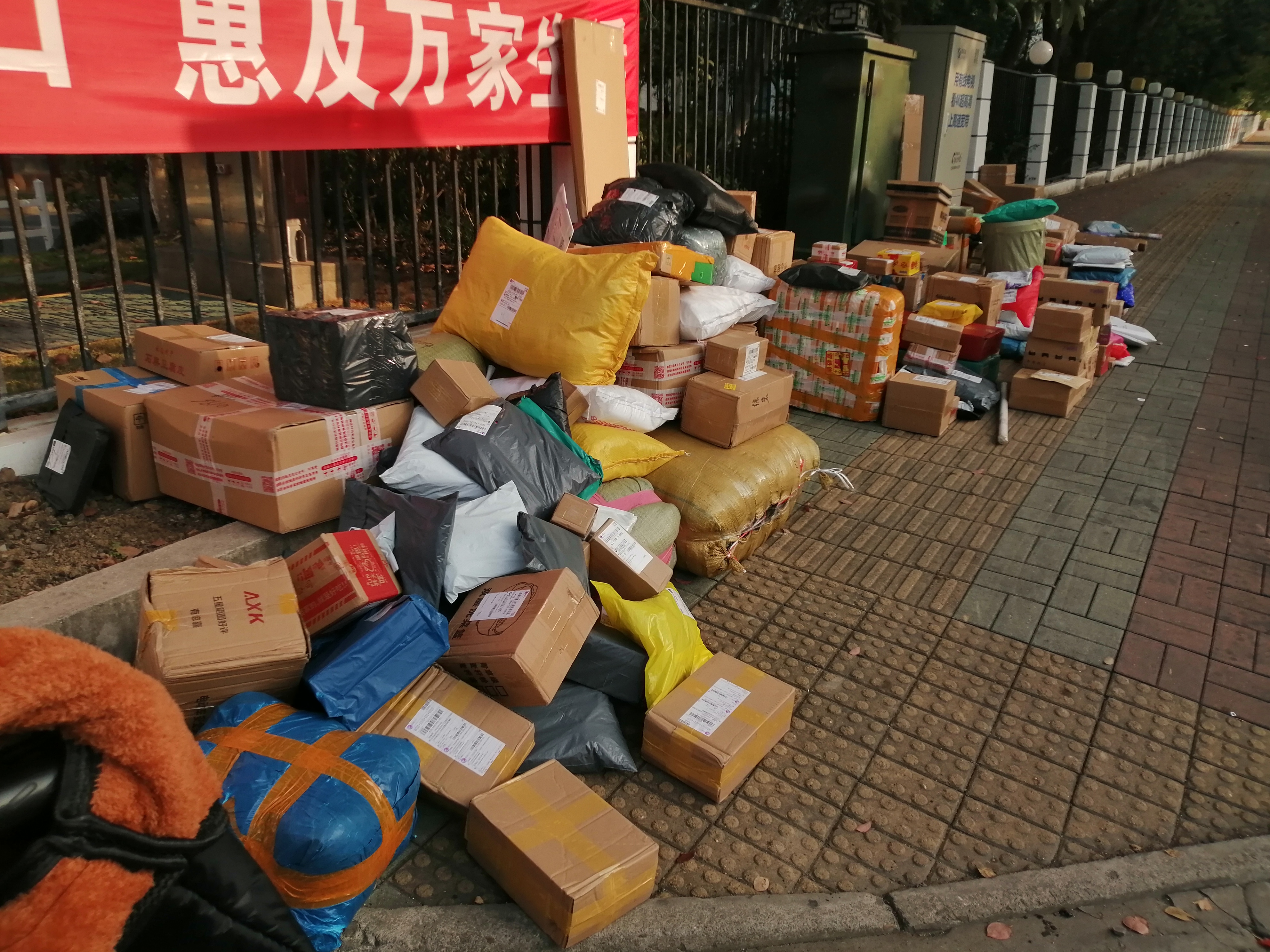
因2020年双十一购物节提前启动，导致快递高峰也提前到来。图为2020年11月7日，江苏省苏州市一处小区门口大量堆积的快递包裹

11月11日当天庞大的访问量使得购物平台服务器压力过大，网页无法显示，网民无法提交付款。在物流、快递公司方面，包裹积压过多，配送压力大，无法快速准时送达客户，这使得延迟及丢包的现象比平时更加普遍。一些快递员还会选择提前离职来逃避这个节日。为此在双十一来临之前各快递公司积极扩充运送交通工具，租下百架飞机用于运输，以应对高峰购物时期。
2020年双十一购物节由于提前启动，导致了快递高峰也相应提早到来。国家邮政局也为此发布《2020年快递业务旺季服务保障工作方案》，确保快递业务旺季实现“两不”（全网不瘫痪、重要节点不爆仓）、“三保”（保畅通、保安全、保平稳）。